# Czarna (gmina, Dębica)
Czarna [ˈt͡ʂarna] est une commune rurale (gmina) de la Voïvodie des Basses-Carpates et du powiat de Dębica. Elle s'étend sur 147,3 km2 et comptait 12 487 habitants en 2006. Son siège administratif est la localité de Czarna.
Elle se situe à environ 13 kilomètres à l'ouest de Dębica et à 55 kilomètres à l'ouest de Rzeszów, la capitale régionale.

## Géographie

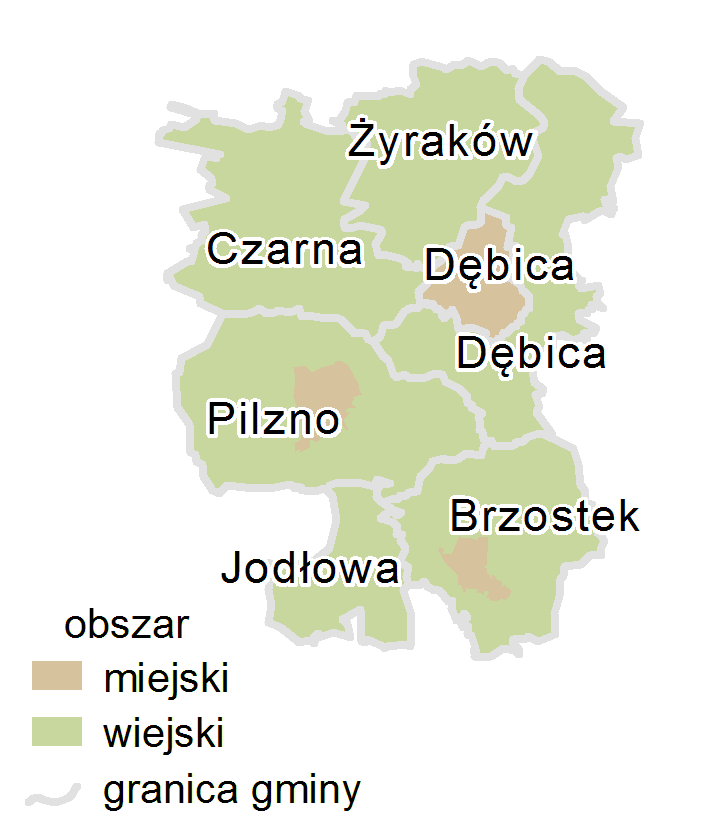
Carte du powiat (urbain en marron et rural en vert)